# Aplinar Senapati
Aplinar Senapati CM (* 28. Oktober 1960 in Surada, Indien) ist ein indischer Ordensgeistlicher und römisch-katholischer Bischof von Rayagada.

## Leben
Aplinar Senapati trat der Ordensgemeinschaft der Lazaristen bei, legte am 10. Mai 1984 erste und genau fünf Jahre später die ewige Profess ab. Am 28. November 1990 empfing er das Sakrament der Priesterweihe.
Am 11. April 2016 ernannte ihn Papst Franziskus zum ersten Bischof des mit gleichem Datum errichteten Bistums Rayagada. Die Bischofsweihe spendete ihm der Apostolische Nuntius in Indien, Erzbischof Salvatore Pennacchio, am 28. Mai desselben Jahres. Mitkonsekratoren waren der Erzbischof von Cuttack-Bhubaneswar, John Barwa SVD, und der Bischof von Berhampur, Sarat Chandra Nayak.